# 开化寺 (高平)
开化寺位于中国山西省高平市陈区镇王村，始建于唐末，初名清凉寺，宋改开化禅院，后又称开化寺。2001年被列为第五批全国重点文物保护单位。

## 历史
开化寺创建于北齐武平二年（571年）。唐大愚禅师于山腰凿穴建清凉兰若寺。宋改称开化禅寺。

## 建筑
开化寺坐北朝南，包括主院和偏院，均为前后二进。主院沿中轴线依次为大悲阁（山门）、大雄宝殿、演法堂，两侧为筵宾舍、讲肆堂、香积橱、三大士殿、文昌帝君阁、圣贤殿、观音阁、维摩净室等建筑。
其中大雄宝殿为宋代原构，始建于熙宁六年（1073年），完成于绍圣三年（1096年）。观音阁为金代建筑，建于皇统元年（1141年）。三大士殿（东配殿）及文昌帝君阁、圣贤阁（东、西角楼）建于元代。大悲阁、筵宾舍、讲肆堂、香积橱为明清建筑。余为原址复建。
大雄宝殿面阔三间，进深六椽，单檐歇山顶，檐柱上有“宋熙宁六年”题记。殿内三面有宋代壁画。殿内梁架、斗拱上的彩绘尚存，是罕见的宋代彩绘。前檐柱头为五铺作，铺作粗大，昂与耍头都是锐利的批竹式。
观音阁面阔三间，进深五椽，单檐悬山顶。

## 壁画
开化寺大雄宝殿内东、西、北三面满绘宋代壁画，共88.7平方米，是国内现存面积最大的北宋寺观壁画精品。根据画工的榜题，确定为绍圣三年的作品。画面采用叙事布局，分为61个场面，人物众多，情节连续，色彩丰富，画面除了菩萨、金刚，还有渔翁、农夫各色人等、山水林木、亭台楼阁、船只，展现北宋社会生活场景，被誉为“墙壁上的清明上河图”。

## 保护
2001年6月25日，开化寺由中华人民共和国国务院公布为第五批全国重点文物保护单位，编号5-269。